# Carl Jakob Adolf Christian Gerhardt
Carl Jakob Adolf Christian Gerhardt (Spira, 5 maggio 1833 – Gamburg, 22 luglio 1902) è stato uno psichiatra tedesco.

## Biografia
Studiò medicina all'Università di Würzburg, conseguendo il dottorato nel 1856. Successivamente fu assistente di Heinrich von Bamberger (1822-1888) e Franz von Rinecker (1811-1883) a Würzburg, e lavorò sotto Wilhelm Griesinger (1817-1868) a Tubinga.
Nel 1860 ottenne la sua abilitazione a Würzburg, e durante l'anno seguente fu nominato professore di medicina e capo del dipartimento di medicina interna all'Università di Jena. Nel 1872 tornò all'Università di Würzburg per svolgere i soliti compiti. Nel 1885 fu il successore del patologo Friedrich Theodor von Frerichs (1819-1885) presso la Charité di Berlino, dove fondò la seconda clinica di medicina interna. A Berlino, uno dei suoi assistenti fu immunologo Paul Ehrlich (1854-1915).

## Opere
- Lehrbuch der Kinderkrankheiten. Tübingen, 1861. 4 edizioni.
- Studien und Beobachtungen über Stimmbandlähmung. Virchow's Archiv für pathologische Anatomie und Physiologie und für klinische Medicin, Berlin, 1863, 27: 68–69, 296–321.
- Lehrbuch der Auscultation und Percussion. Tübingen, 1876.
- Über Erythromelalgie. Berliner klinische Wochenschrift, 1892; 29: 1125.
- Handbuch der Kinderkrankheiten (multi-volume, 1877–1893). Pubblicato da Carl Gerhardt. Tübingen, H. Laupp.